# Kei Kumai
Kei Kumai (japanisch 熊井 啓 Kumai Kei; * 1. Juni 1930 in der Stadt Toyoshina, Kreis Süd-Azumi (heute: Stadt Azumino), Nagano; † 23. Mai 2007 in Tokio) war ein japanischer Regisseur.

## Leben und Wirken
Kei Kumai machte seinen Studienabschluss an der Shinshū-Universität und fand dann Arbeit bei der Filmgesellschaft Nikkatsu. Dort konnte er unter Hisamatsu Seiji, Tasaka Tomotaka, Abe Yutaka und anderen Regisseuren in den 1950er Jahren arbeiten. 1964 machte er sein Debüt als Regisseur mit Der lange Tod (Teigin jiken: shikei shū).
Anerkennung brachte Kumai dann 1968 A Tunnel In The Sun (Kurobe no Taiyō) mit Toshirō Mifune. Es folgte das Drama Shinobugawa (1972, mit Komaki Kurihara und Gō Katō). Mit seinem Film Sandakan, Haus Nr. 8 (Sandakan hachiban shōkan bōkyō, mit Komaki Kurihara und Tanaka Kinuyo) aus dem Jahr 1974 wurde er berühmt.
1976 dreht Kumai Das Nordkap (Kita no misaki, mit der Französin Claude Jade sowie Gō Katō und Tanaka Kinuyo). Darin reist eine Nonne (Jade) von Marseille nach Yokohama und verliebt sich in einen Ingenieur (Katō). Ein weiterer Erfolg wurde 1980 Über alle Meere (Tenpyō no iraka).
Seine Filme Chi no mure, Asayake no uta und Hikarigoke waren wie Sandakan für den Goldenen Bären der Berliner Filmfestspiele nominiert. Für Umi to dokuyaku (海と毒薬, Meer und Gift, nach einem Roman von Endō Shūsaku) erhielt Kumai auf der Berlinale 1987 den Silbernen Bären.
Zu seinen wichtigsten Spätwerken zählen Der Tod eines Teemeisters (Sen no Rikyū, 1989, mit Toshirō Mifune und Gō Katō), für den Kumai den Silbernen Löwen auf den Internationalen Filmfestspielen von Venedig erhielt, und die Verfilmung von Akira Kurosawas letztem Drehbuch Das Meer kommt (Umi wa miteita, 2002).

## Filmografie (Auswahl)
- 1968: A Tunnel In The Sun (Kurobe no Taiyō)
- 1972: Shinobugawa
- 1974: Sandakan, Haus Nr. 8 (Sandakan hachiban shōkan bōkyō)
- 1976: Das Nordkap (Kita no misaki)
- 1980: Über alle Meere (Tenpyō no iraka)
- 1989: Der Tod eines Teemeisters (Sen no Rikyū)
- 2002: Das Meer kommt (Umi wa miteita)